# Weezer

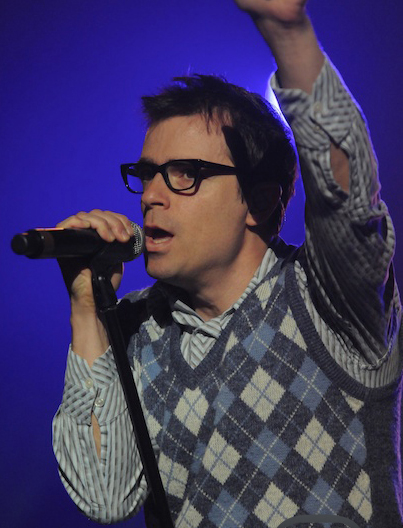
Rivers Cuomo, sångare i Weezer.

Weezer är ett amerikanskt rockband, bildat den 14 februari 1992, i Los Angeles. Bandet består av sångaren, gitarristen och låtskrivaren Rivers Cuomo, gitarristen Brian Bell, trummisen Patrick Wilson och basisten Scott Shriner. Vid genombrottet var Matt Sharp basist i bandet men ersattes av Mikey Welsh 1998, som själv slutade 2001. Fram till 1993 var gitarristen Jason Cropper med i bandet, men hoppade av redan under inspelningen av bandets första album.

## Biografi
Weezers karriär började i Los Angeles där de började göra demos av låtar skrivna av Cuomo och Wilson. Första skivan, Weezer (som kom att kallas Den blå skivan eller The Blue Album), spelades in i New York under hösten 1993. Under inspelningen hoppade Jason Cropper av bandet för att kunna ta hand om sin fru som väntade barn. Jason ersattes av Brian Bell som sjöng men aldrig spelade gitarr på blå skivan. Rivers spelade själv in alla gitarrer. Med debutskivan vann Weezer popularitet över hela världen. Singlarna från skivan var bland annat "Undone (The Sweater Song)", "Say It Aint So" och "Buddy Holly". Videon till den senare gav bandet fyra MTV Awards det året och singeln blev den bäst säljande från albumet.
Efter flera turnéer i USA och världen bestämde sig bandmedlemmarna för att ta en paus. Cuomo började studera på Harvard University, Sharp och Wilson jobbade på ett nytt band kallat The Rentals. Bell hade ett band redan innan han började i Weezer, The Space Twins, Som han fortsatte med under avbrottet. Tidigt 1995 samlades bandet igen för att spela in sin andra skiva, Pinkerton. Skivan blev klar 1996 och släpptes 24 september. Skivan sågades vid skivsläppet i amerikansk media men har med åren fått återupprättelse och något av kultstatus. 1998 bestämde sig Matt Sharp för att hoppa av bandet för att påbörjade en solokarriär. Matt ersattes av Mikey Welsh.
Efter fem års tystnad påbörjade Weezer sitt tredje album som var mer en återgång till debutskivans lättare pop. Albumet fick också namnet Weezer, men kallas i folkmun för Den gröna skivan eller The Green Album, och har ett snarlikt utseende som Den blå skivan. Mikeys tid i Weezer slutade strax efter skivsläppet och han ersattes av Scott Shriner. Det fjärde albumet släpptes året därpå, 2002, och fick namnet Maladroit. Skivan blev inte så populär bland fansen, men två singlar släpptes.
Efter tre år påbörjade Weezer inspelningen av sitt femte album som fick namnet Make Believe. Det fick ett bra mottagande av publiken.
2008 släppte Weezer sitt sjätte album. För tredje gången blev det en skiva med namnet "Weezer", men det ses som "The Red Album".
Den 9 oktober 2011 meddelades det att före detta basisten Mikey Welsh hade hittats död i ett hotellrum i Chicago.

## Medlemmar

### Nuvarande medlemmar
- Brian Bell – gitarr, keyboard, sång (1994–)
- Rivers Cuomo – sång, gitarr (1992–)
- Scott Shriner – basgitarr, keyboard (2001–)
- Patrick Wilson – trummor, percussion (1992–), gitarr (2009–2012)

### Tidigare medlemmar
- Jason Cropper – gitarr, bakgrundssång (1992–1993)
- Matt Sharp – basgitarr, bakgrundssång (1992–1998)
- Mikey Welsh – basgitarr, bakgrundssång (1998–2001; död 2011)

### Turnerande medlemmar
- Bobby Schneck – keyboard, gitarr, basgitarr (2000–2005)
- Josh Freese – trummor, percussion (2009–2012)
- Karl Koch – keyboard, gitarr, basgitarr, bagrundssång (2010–2013)
- Daniel Brummel – gitarr, keyboard (2012–2014)

## Diskografi

### Studioalbum
- 1994 – Weezer (The Blue Album)
- 1996 – Pinkerton
- 2001 – Weezer (The Green Album)
- 2002 – Maladroit
- 2005 – Make Believe
- 2008 – Weezer (The Red Album)
- 2009 – Raditude
- 2010 – Hurley
- 2014 – Everything Will Be Alright in the End
- 2016 – Weezer (The White Album)
- 2017 - Pacific Daydream
- 2019 - Weezer (The Teal Album)
- 2019 - Weezer (The Black Album)
- 2021 - OK Human
- 2021 - Van Weezer

### Samlingsalbum
- 2010 – Death to False Metal